# Kata'ib Hezbollah
Kata'ib Hezbollah ( em árabe: كتائب حزب الله, lit. 'Batalhões do Partido de Alá')  traduzido às vezes como as Brigadas do Hezbollah ou simplesmente o Hezbollah Iraquiano, é um grupo paramilitar xiita iraquiano que faz parte das Forças de Mobilização Popular (PMF), uma coalizão de grupos paramilitares sancionados pelo governo iraquiano, e apoiadas pelo Irã. Durante a Guerra do Iraque (2003–11), o grupo lutou contra as forças da Coalizão. Com a ascensão do Estado Islâmico do Iraque e do Levante (EIIL ou ISIS) em 2013 causando a Guerra do Iraque (2013-2017), as milícias xiitas foram legalizadas e sancionadas pelo governo iraquiano como parte de uma estratégia para aumentar o pessoal das Forças Armadas Iraquianas para derrotar o ISIS. O grupo também é ativo na guerra civil na Síria (2011-presente), sendo patrocinado pelo Irã para apoiar o regime de Bashar Al-Assad. O grupo foi comandado por Abu Mahdi al-Muhandis até que ele foi morto em um ataque de drone dos EUA em 2020, que também matou o comandante da Força Quds iraniana Qasem Soleimani. Posteriormente, foi substituído por Abdul Aziz al-Muhammadawi (Abu Fadak), como novo líder das Forças de Mobilização Popular (PMF). A milícia KH procura estabelecer um governo alinhado com o Irão no Iraque, expulsar as forças americanas do país e promover os interesses regionais e internacionais do Irão no Iraque e na região. Desempenha um papel central na realização de ataques contra alvos dos EUA no Iraque e actua como parte do Eixo da Resistência. Apesar de ser legalmente parte da PMF e ser sancionado e teoricamente subordinado ao governo iraquiano, o Kata'ib Hezbollah está diretamente subordinado à Força Quds do Exército dos Guardiães da Revolução Islâmica e opera sob suas instruções e orientação.
O Kata'ib Hezbollah está oficialmente listado como organização terrorista pelos governos do Japão, dos Emirados Árabes Unidos e dos Estados Unidos.

## História

### Formação
O Kata'ib Hezbollah (KH) foi criado em Março de 2003 como resultado de uma união entre vários grupos pró-iranianos após a invasão do Iraque pelos EUA e pelo Reino Unido que derrubou o regime de Saddam Hussein . O conflito continuou durante grande parte da década seguinte, quando surgiu uma insurgência para se opor às forças da Coligação e ao governo iraquiano pós-invasão. Os grupos xiitas pró-Irã, como o Kata'ib Hezbollah, se tornaram conhecidos pelos EUA como os Grupos Especiais.

### Insurgência iraquiana (2003–2011)
O grupo ganhou destaque em 2007 por ataques contra as forças da coalizão lideradas pelos EUA no Iraque, e era conhecido por enviar vídeos de seus ataques às forças americanas na Internet. As principais táticas da milícia eram disparar foguetes e morteiros contra bases dos EUA, ataques de franco-atiradores e plantar explosivos improvisados nas estradas para atacar as forças dos EUA e da Coalizão.
Em julho de 2011, um oficial da inteligência iraquiana estimou o tamanho do grupo em 1.000 combatentes e disse que os militantes recebiam entre US$ 300 e US$ 500 por mês.

### Pós-retirada dos EUA
Em 2014, o grupo começou a desempenhar um papel na luta contra o ISIL no Iraque. Também em 2014, eles e seis outros grupos paramilitares predominantemente xiitas iraquianos formaram as Forças de Mobilização Popular (PMF). Desde outubro de 2016, o Kata'ib Hezbollah, juntamente com o exército iraquiano e outros grupos PMF, participoram na Batalha de Mosul contra o ISIL. Eles têm estado, juntamente com outras PMF, ativos nos combates em torno de Tal Afar, cortando a ligação do EIIL de Mossul e Tal Afar com o resto do seu território.
Durante os protestos no Iraque em 2019, milicianos do Kata'ib Hezbollah estiveram alegadamente envolvidos no rapto e assassinato de centenas de manifestantes pacíficos.
Em 29 de dezembro de 2019, os Estados Unidos bombardearam a sede do Kata'ib Hezbollah perto de Al-Qa'im. Os ataques aéreos tiveram como alvo três locais do Kata'ib Hezbollah no Iraque e dois na Síria, e incluíram depósitos de armas e postos de comando, de acordo com a Reuters e um comunicado militar dos EUA. O ataque foi uma retaliação depois que uma barragem de mais de 30 foguetes foi disparada contra a base K-1 dois dias antes e outros ataques a bases com forças dos EUA no Iraque. O ataque anterior matou um empreiteiro dos EUA e feriu vários soldados iraquianos e norte-americanos. Vinte e cinco pessoas teriam sido mortas nos ataques aéreos dos EUA e 51 membros ficaram feridos.
Em resposta ao bombardeamento americano da sede do Kata'ib Hezbollah em 29 de dezembro, os manifestantes atacaram a embaixada dos EUA na Zona Verde em Bagdad em 31 de dezembro de 2019. Muitos dos manifestantes eram membros da milícia Kata'ib Hezbollah, incluindo o comandante do Kata'ib Hezbollah, Abu Mahdi al-Muhandis. O secretário da Defesa, Mark Esper, alertou em 2 de Janeiro que o grupo pode estar a planear novos ataques no Iraque e que os EUA estão preparados para lançar ataques preventivos. Abu Mahdi al-Muhandis foi morto por um ataque de drone dos EUA no Aeroporto Internacional de Bagdá em 3 de janeiro de 2020.
Em 2013, o Kata'ib Hezbollah e outras milícias xiitas iraquianas reconheceram o envio de combatentes para a Síria para lutar ao lado das forças leais ao presidente Bashar al-Assad, contra os rebeldes sunitas que procuravam derrubá-lo na Guerra Civil Síria.
Em 9 de janeiro de 2024, o porta-voz do KH, Jafar al-Husseini, alertou que a Resistência Islâmica no Iraque ajudaria o Hezbollah a lutar contra Israel se a guerra eclodisse entre os dois lados. Esta declaração foi feita algumas semanas depois de a Resistência Islâmica no Iraque ter reivindicado a responsabilidade por um ataque de drones a uma plataforma Karish, cuja soberania o Líbano afirma deter.